# Milagros Guardia Pons
Milagros Guardia Pons (Maó, 1956) és una historiadora de l’art menorquina.
Llicenciada en Història de l’Art per la Universitat de Barcelona, Milagros Guardia va iniciar la seva tasca docent en aquesta universitat l’any 1980. Els primers anys de la seva trajectòria professional va treballar en diferents publicacions sobre escultura tardoromana i art preromànic i sobre els mosaics de paviment justinianeus de les Illes Balears. Entre 1987 i 1993 va ser conservadora de les col·leccions d’art romànic del Museu Nacional d’Art de Catalunya, des del qual va comissariar les exposicions L'internacionalisme en la gènesi de l'art romànic català (1992) i, amb Immaculada Lorés i Jordi Camps, La descoberta de la pintura mural romànica catalana (1993).
L’any 1992 va presentar la tesi doctoral Los mosaicos de la antigüedad tardía en Hispania. Estudios de iconografía, dirigida per Pere de Palol Salellas. Entre 1996 i 1998 va exercir de cap del Departament d’Història de l’Art i de 2007 a 2012 va coordinar el Màster d’Estudis Avançats en Història de l’Art de la Universitat de Barcelona.
Ha estat professora convidada a diverses universitats i institucions acadèmiques entre les quals destaquen la Universitat Internacional de Catalunya, la Universitat de Girona, la Università degli Studi di Cagliari, la Universitat de Bari, la Università degli Studi di Roma La Sapienza o el Centre d'ètudes supérieures de civilisation médiévale de Poitiers.
Milagros Guardia és directora del grup de recerca Ars Picta que des del 1996 desenvolupa projectes de recerca sobre les tradicions i la transmissió dels models iconogràfics de l'Alta Edat Mitjana fins al Romànic, i elabora un corpus de la pintura romànica pirinenca i la restitució virtual de tots els seus conjunts. També és membre de l'Institut de Recerca de Cultures Medievals (IRCVM), del qual forma part del consell de direcció, i coordinadora del comitè de redacció de la revista SUMMA. Revista de cultures medievals. La seva investigació s’ha especialitzat en l'estudi de la pintura mural i de l’art alt-medieval hispànic, així com en les relacions artístiques entre el món cristià i musulmà. En els darrers anys, les seves investigacions se centren en l'estudi de la pintura altmedieval i romànica a Espanya, particularment en l'anàlisi dels programes iconogràfics, tema sobre el qual ha escrit nombrosos articles i publicacions.